# Abrotanella
Abrotanella ((Gaudich.) Cass., 1825) è un genere di piante angiosperme dicotiledoni della famiglia delle Asteraceae. Abrotanella è anche l'unico genere della sottotribù Abrotanellinae H.Rob., G.D.Carr, R.M.King & A.M.Powell, 1998.

## Etimologia
Il nome del genere (Abrotanella) è un diminutivo femminile e significa "simile all'abrotano", ossia simile alla pianta Artemisia abrotanum (il termine "abrotanum" deriva dal greco antico e indica una generica pianta a foglia profumata).
Il nome scientifico è stato definito per la prima volta dal botanico francese Charles Gaudichaud-Beaupré  (1789 – 1854) e dal botanico e naturalista francese Alexandre Henri Gabriel de Cassini (1781 – 1832) nella pubblicazione "Dictionnaire des Sciences Naturelles. Strasbourg - 36" del 1825; mentre il nome della sottotribù è stato definito dai botanici contemporanei Harold Ernest Robinson  (1932-), Gerald D. Carr (1945-), Robert Merrill King (1930-2007) e Albert Michael Powell (1937-) nella pubblicazione "Annals of the Missouri Botanical Garden. St. Louis, Missouri - 84(4): 896" del 1998.

## Descrizione

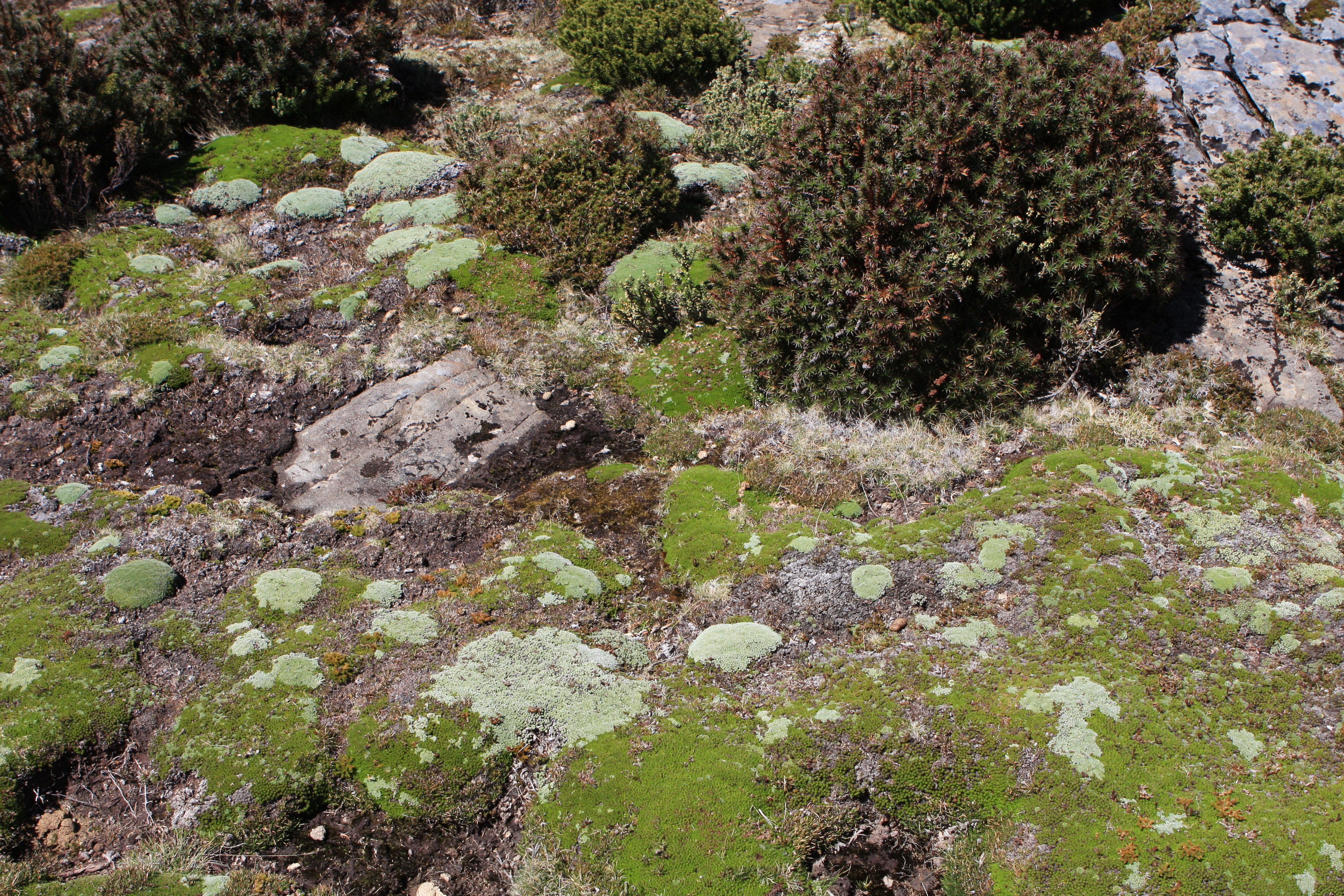
Il portamento
Abrotanella forsteroides

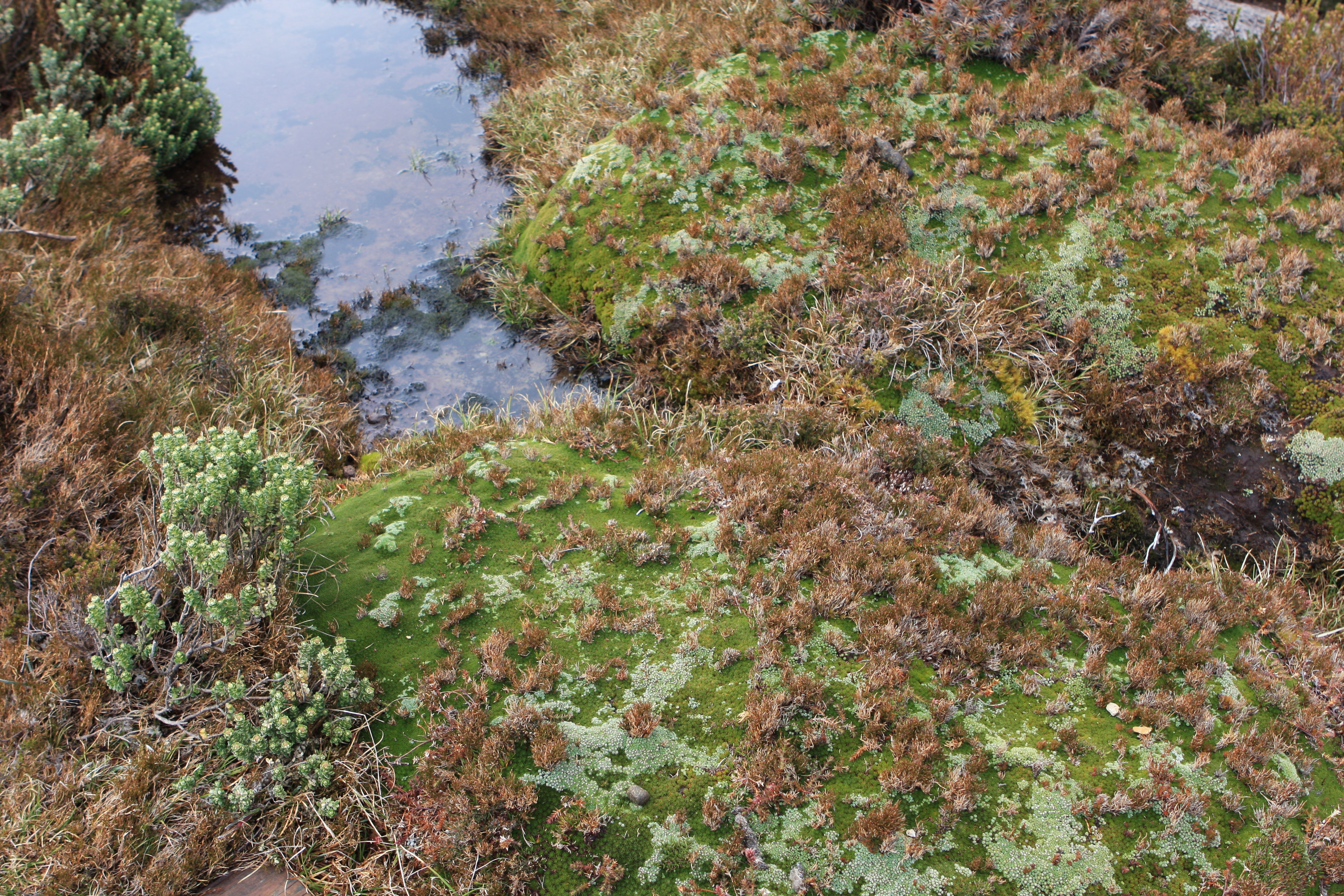
Infiorescenza
Abrotanella forsteroides

Habitus. Il genere comprende prevalentemente piccole piante erbacee perenni non più alte di pochi millimetri (piante nane), sebbene alcune specie formino cuscini che possono raggiungere il metro di diametro. Altre specie hanno un portamento prostrato.
Fusto. I fusti sono minuti.
Foglie. Le foglie lungo il caule sono disposte in modo alternato e sono sessili con una guaina basale (se i piccioli sono presenti, allora sono porporini); sono intere, talora di consistenza coriacea o subcarnosa; la superficie è glabra con profonde ghiandole.
Infiorescenza. Le infiorescenze sono formate da capolini sessili, di forma discoidale (capolini di tipo disciforme), eterogami. In particolare i capolini sono formati da un involucro composto da diverse squame (o brattee) disposte in modo embricato, al cui interno un ricettacolo fa da base ai fiori di due tipi (fiori dimorfici): quelli esterni del raggio e quelli più interni del disco.
Fiori. I fiori sono tetraciclici (a cinque verticilli: calice – corolla – androceo – gineceo) e pentameri (ogni verticillo ha 5 elementi). I fiori per capolino sono pochi; quelli più esterni sono femminili, tubulosi e actinomorfi; quelli interni sono ermafroditi o funzionalmente maschili, ligulati e zigomorfi.
- Formula fiorale:

*/x K {\displaystyle \infty }, [C (5), A (5)], G 2 (infero), achenio
- Calice: i sepali del calice sono ridotti ad una coroncina di squame.
- Corolla: le corolle dei fiori più esterni hanno una forma tubulare; quelli interni hanno corolle in genere tetralobate (ma talora presenta 2, 3 o 5 lobature), e di colorazione biancastra, porpora, verde chiaro o giallastra. I lobi delle corolle possono avere delle bande vascolari centrali.
- Androceo: gli stami sono 5 con dei filamenti liberi; le antere invece sono saldate fra di loro e formano un manicotto che circonda lo stilo (sono inoltre prive di appendici filiformi). Le antere sono corte e con coda (caudate). Il tessuto dell'endotecio è polarizzato. Il polline è tricolporato (tipo "helianthoid").[15]
- Gineceo: lo stilo è unico semplice oppure con due corti stigmi nella parte apicale; gli stigmi sono troncato-ottusi e papillosi. L'ovario è infero uniloculare formato da 2 carpelli.

Frutti. Le cipsele sono prive di pappo. La forma dell'achenio (la cipsela) è oblunga-ovoide, la superficie è glabra o papillosa-puberulosa con peli doppi. A volte la parte apicale dell'achenio è coronata da un anello di piccole scaglie.

## Biologia
Impollinazione: l'impollinazione avviene tramite insetti (impollinazione entomogama tramite farfalle diurne e notturne).
Riproduzione: la fecondazione avviene fondamentalmente tramite l'impollinazione dei fiori (vedi sopra).
Dispersione: i semi (gli acheni) cadendo a terra sono successivamente dispersi soprattutto da insetti tipo formiche (disseminazione mirmecoria). In questo tipo di piante avviene anche un altro tipo di dispersione: zoocoria. Infatti gli uncini delle brattee dell'involucro (se presenti) si agganciano ai peli degli animali di passaggio disperdendo così anche su lunghe distanze i semi della pianta. Inoltre per merito del pappo (se presente) il vento può trasportare i semi anche a distanza di alcuni chilometri (disseminazione anemocora).

## Distribuzione e habitat
L'areale del genere Abrotanella si estende sulle due sponde dell'oceano Pacifico, nell'emisfero meridionale, includendo da un lato il Sud America meridionale e le isole Falkland e dall'altro la Nuova Zelanda, la Tasmania, l'Australia e la Nuova Guinea.
 Alcuni autori, sulla base di questo insolito areale disgiunto, ipotizzano che prima dell'ultima glaciazione il genere Abrotanella avesse un'ampia distribuzione centrata sull'Antartide e che l'areale attuale coincida con i confini settentrionali di quello ancestrale.

## Tassonomia
La famiglia Asteraceae (o Compositae, nomen conservandum) probabilmente originaria del Sud America, è la più numerosa del mondo vegetale, comprende oltre 23.000 specie distribuite su 1.535 generi, oppure 22.750 specie e 1.530 generi secondo altre fonti (una delle checklist più aggiornata elenca fino a 1.679 generi). La famiglia attualmente (2021) è divisa in 16 sottofamiglie.

### Filogenesi
Il genere Abrotanella appartiene alla sottotribù Abrotanellinae, una delle quattro sottotribù della tribù Senecioneae della sottofamiglia Asteroideae composta da 21 tribù. In base ai dati filogenetici la sottotribù Abrotanellinae occupa, all'interno della tribù, una posizione "basale" e con il resto della tribù forma un "gruppo fratello".
La tribù Senecioneae si caratterizza per le notevoli variazioni della forma e della posizione delle brattee che circondano il capolino. Inoltre la tribù mostra notevoli variazioni in altri caratteri morfologici, come la forma e la disposizione delle foglie, l'indumento in generale, nel tipo di inflorescenza e il colore dei fiori.
Il genere Abrotanella era tradizionalmente incluso nella tribù Anthemideae. In seguito venne descritto nella sottotribù Blennospermatinae insieme ai generi Blennosperma, Crocidium e Ischnea (tutti e tre ora descritti all'interno della sottotribù Tussilagininae).
I caratteri distintivi per le specie di questo genere sono:
- il portamento è erbaceo-nano (talvolta a cuscino);
- le foglie sono sessili e lineari;
- i capolini sono minuti con pochi fiori (a quattro lobi);
- i capolini sono del tipo disciforme con i fiori marginali di tipo tubolare.

Il numero cromosomico delle specie di questo gruppo è 2n = 18 e 36.

### Elenco delle specie
Questo genere ha 22 specie:
- Abrotanella caespitosa Petrie ex Kirk, 1892
- Abrotanella diemii Cabrera, 1969
- Abrotanella emarginata (Gaudich.) Cass., 1825
- Abrotanella fertilis Swenson, 1995
- Abrotanella filiformis Petrie
- Abrotanella forsteroides Benth., 1866
- Abrotanella inconspicua Hook.f., 1864
- Abrotanella linearifolia A.Gray, 1862
- Abrotanella linearis Bergg., 1878
- Abrotanella muscosa Kirk, 1892
- Abrotanella nivigena (F.Muell.) Benth., 1866
- Abrotanella papuana S.Moore
- Abrotanella patearoa Heads, 1999
- Abrotanella purpurea Swenson, 1995
- Abrotanella pusilla (Hook.f.) Hook.f., 1864
- Abrotanella rostrata Swenson, 1996
- Abrotanella rosulata Hook.f., 1864
- Abrotanella scapigera (F.Muell.) Benth., 1866
- Abrotanella spathulata Hook.f., 1864
- Abrotanella submarginata A.Gray, 1862
- Abrotanella trichoachaenia Cabrera, 1934)
- Abrotanella trilobata Swenson, 1995

### Sinonimi
Sono elencati alcuni sinonimi per questa entità:
- Ceratella Hook.f., 1844
- Scleroleima  Hook.f., 1846
- Trineuron  Hook.f., 1844